# NGC 6989
NGC 6989 في الفهرس العام الجديد، هي مجرة، تقع في كوكبة الدجاجة (كوكبة). اكتشفت في 11 سبتمبر 1790 بواسطة ويليام هيرشل.

## روابط خارجية
- NGC 6989 على موقع ويكي سكاي: DSS2, SDSS, GALEX, IRAS, Hydrogen α, X-Ray, Astrophoto, Sky Map, Articles and images